# مارتن ستيفنز (ساقي حانة)
مارتن ستيفنز (بالإنجليزية: Martin Stephens)‏ هو ساقي حانة أسترالي، ولد في 1976.